# Igreja de São João Evangelista (Aveiro)
A Igreja de São João Evangelista, ou Igreja das Carmelitas, é uma igreja edificada no século XVIII e localizada na Praça Marquês de Pombal, Aveiro, Portugal.
Está classificada como Monumento Nacional desde 1910.

## Historial

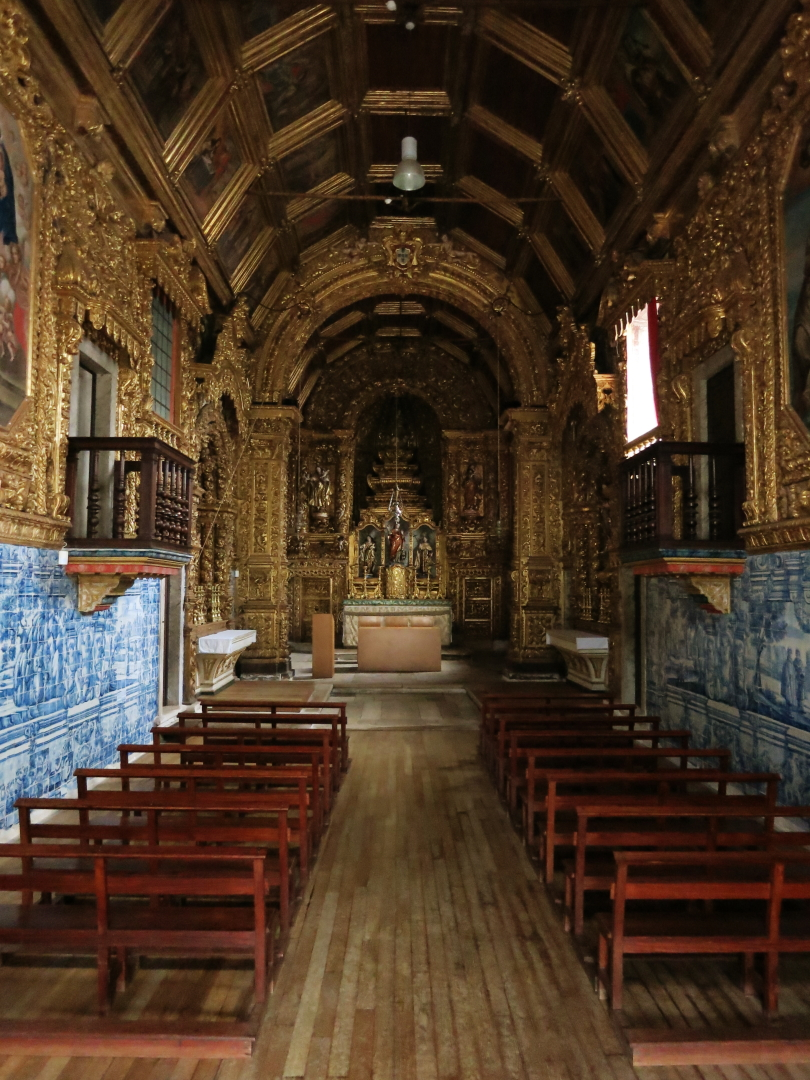
Interior da igreja (altar ao fundo)

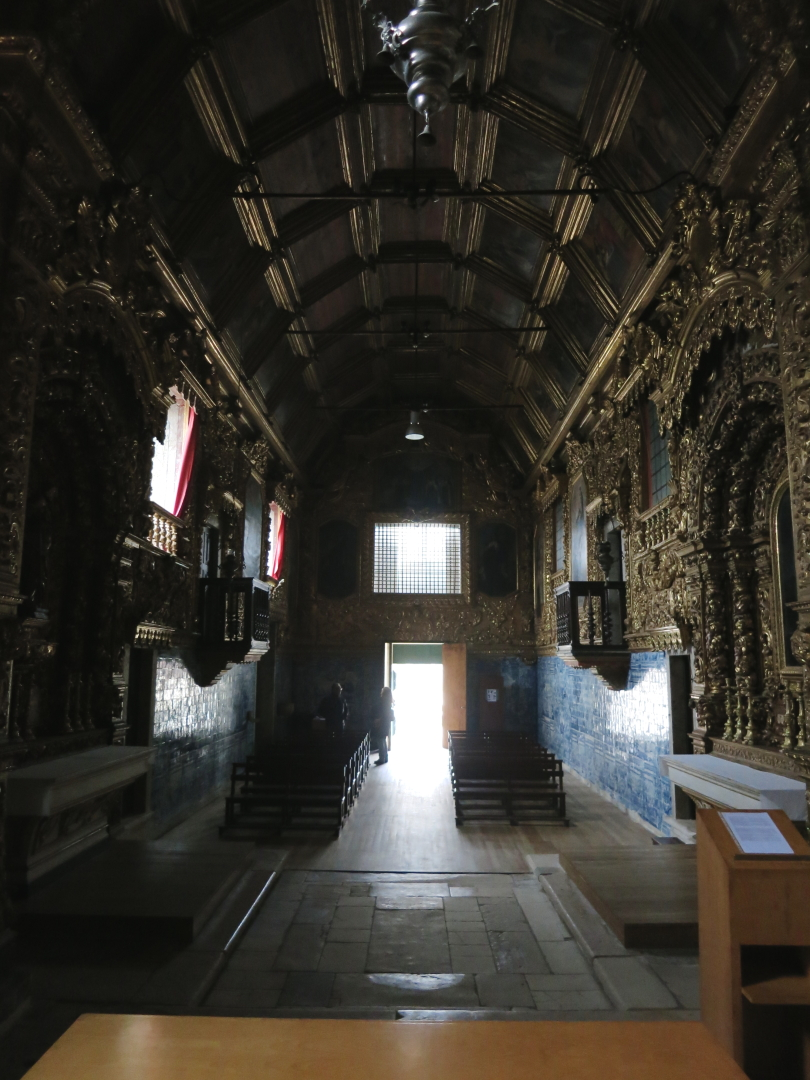
Interior da igreja

O mosteiro de São João Evangelista, onde se integrava a igreja, pertencia à Ordem das Carmelitas Descalças. A sua edificação remonta ao início do século XVII, quando D. Brites de Lara, viúva de Pedro de Médicis (filho de Cosme I de Médicis), aí construiu um palácio para sua residência pessoal e pediu a D. João IV autorização para a fundação do convento. Essa autorização só foi concedida postumamente e o seu herdeiro, D. Raimundo de Lencastre, 4º Duque de Aveiro, deu início à adaptação do Paço a convento. As primeiras freiras carmelitas chegaram a Aveiro, oriundas de dois conventos de Lisboa, em 1658.
A primeira fase de construção decorreu durante o reinado de D. Pedro II e prolongou-se no tempo. A igreja foi iniciada em 1704 (até então a capela do palácio funcionou como templo do convento). Campanhas subsequentes, ao longo do século XVIII, acrescentaram elementos decorativos de talha dourada, azulejaria, pintura e escultura, completando a profusa ornamentação do interior do templo.

## Características
A igreja tem planta retangular, com sacristia no eixo da capela-mor, apresentando uma fachada de grande sobriedade. No interior, talha dourada de três fases da talha nacional (protobarroco; barroco joanino; rococó), reveste paredes e teto, enquadrando um numeroso conjunto de pinturas: na capela-mor, com imagens da vida da Virgem e, no teto, cenas da vida de Cristo. Na nave da igreja, o teto é em tudo idêntico ao da capela-mor, com a talha dourada a enquadrar pinturas (alusivas à vida de Santa Teresa). O revestimento das paredes é composto, até à altura das vergas as portas, por painéis de azulejo azul e branco – atribuídos à órbita oficinal de António Vital Rifarto, Coimbra, séc. XVIII –, e por talhas douradas daí até ao teto.